# Cristian Rivero Sabater
Cristian Rivero Sabater (Gandia, la Safor, 21 de març de 1998), conegut com a Cristian Rivero, és un futbolista valencià que juga en la posició de porter pel València CF.

## Trajectòria
Nascut a Gandia (la Safor) el 1998, Rivero va fitxar per l'equip juvenil del València CF el 2007 a l'edat de nou anys, procedent de la UE Portuaris Disarp. Va debutar amb el filial xe el 20 d'agost de 2017, com a titular, en una victòria 2-0 a Segona Divisió fora de casa contra el Deportivo Aragón.
Rivero immediatament va esdevenir titular indiscutible del València Mestalla, i el 20 de desembre de 2019 va renovar el seu contracte fins al 2022. Per a la temporada 2020-21, definitivament va ser ascendit al primer equip després de la lesió de Jasper Cillessen.
Rivero va debutar amb el primer equip del València CF el 16 de desembre de 2020, jugant com a titular en una victòria per 4–2 a domicili contra el Terrassa FC a la Copa del Rei. El 17 de gener de 2021 va jugar els 90 minuts en una victòria per 2–0 a domicili contra l'AD Alcorcón, també a la Copa del Rei.
El 2 de juny de 2021, Rivero va renovar contracte amb els valencianistes fins al juny de 2024. Tot i haver renovat, quedà com a quart porter després de Jasper Cillessen, Jaume Doménech i el nou fitxatge Guiorgui Mamardaixvili.
El 28 de gener de 2022, després d'un intent de cessió al FC Dallas, Rivero fou cedit a l'AD Alcorcón de segona divisió per la resta de la temporada. Va jugar-hi només tres partits, i fou bàsicament suplent de Dani Jiménez. Tot i que Cillessen va marxar aquell estiu, el fitxatge d'Herrerín va mantenir Rivero com a quart porter.